# تود بيرسون
تود بيرسون (بالإنجليزية: Todd Pearson) هو سباح أسترالي، ولد في 25 نوفمبر 1977 في جيرالدتون في أستراليا.

## وصلات خارجية
- تود بيرسون على موقع الاتحاد الدولي للسباحة (الإنجليزية)
- تود بيرسون على موقع أوليمبيديا (الإنجليزية)
- تود بيرسون على موقع اللجنة الأولمبية الأسترالية (الإنجليزية)
- تود بيرسون على موقع اتحاد ألعاب الكومنولث (مؤرشف) (الإنجليزية)